# Tomáš Hübschman
Tomáš Hübschman (* 4. September 1981 in Prag) ist ein ehemaliger tschechischer Fußballspieler. Er steht als Abwehrspieler beim tschechischen Erstligisten FK Jablonec unter Vertrag.

## Karriere
Sein erstes Profispiel absolvierte Hübschman in der Gambrinus Liga für den FK Jablonec 97, an den er in der Saison 2000/01 ausgeliehen war. Nach einem Jahr holte ihn sein Stammverein Sparta Prag zurück. Dort blieb er für drei Spielzeiten und blieb in 81 Erstligaspielen ohne Torerfolg. In den Spielzeiten 2002/03 und 2003/04 gewann er mit Sparta die tschechische Meisterschaft.
Von Juli 2004 bis Juli 2014 spielte Hübschman für Schachtar Donezk, wo er die meiste Zeit Stammspieler war; er gewann dreimal die ukrainische Meisterschaft und zweimal den ukrainischen Pokal. Im Juli 2014 wechselte Hübschman zurück nach Tschechien zu seinem ersten Profiverein FK Jablonec.
Mit der tschechischen U-21-Nationalmannschaft wurde Hübschman 2002 Europameister. Für die tschechische Nationalmannschaft stand der Defensivspieler über 40-mal auf dem Platz. Er spielte auch einige Male im Rahmen der WM-Qualifikation 2006, am Turnier selbst nahm er aber nicht teil. Er nahm an der Europameisterschaft 2004 und an der Qualifikation zur Europameisterschaft in Polen und der Ukraine 2012 teil.

## Erfolge
- Ukrainische Meisterschaft (7): 2005, 2006, 2008, 2010, 2011, 2012, 2013
- Ukrainischer Pokal (4): 2008, 2011, 2012, 2013
- Ukrainischer Superpokal: 2005, 2008
- UEFA-Pokal: 2009
- Tschechische Meisterschaft: 2001, 2003
- Teilnahme an einer EM: 2004 (4 Einsätze)